# 揚·佐默
揚·佐默（德語：Yann Sommer；1988年12月17日—），是一名瑞士職業足球員，场上司職門將，現效力意甲球會国际米兰，并曾代表瑞士国家队出战国际比赛。

## 球會生涯
佐默出道於其家鄉球隊巴塞爾，並贏得4屆聯賽錦標。
2014年，他轉會至德甲球會门兴格拉德巴赫。
2019年11月，佐默與门兴格拉德巴赫的合同延长至2023年。
2023年年初，由于拜仁门将诺伊尔的受伤缺席，拜仁不得不寻找一名新门将。最终拜仁以900万欧元将佐默带到了拜仁慕尼黑。
2023年8月，国际米兰以600万欧元（分期付款）转走了佐默。索默整個賽季都是國際米蘭的先發門將，他協助球隊歷史上第20次獲得意大利聯賽冠軍。在他效力國際米蘭的首年，他還贏得了意大利超級杯冠軍。他在賽季結束時成為保持不失球場數最多的門將，並入选聯賽賽季最佳陣容。

## 國家隊生涯
在國家隊方面，佐默從2012年開始入選瑞士國家足球隊，並參加了2014年世界盃、2018世界盃、2022年世界盃及2016年歐洲國家盃、2020年歐洲國家盃。
2021年6月28日，佐默在羅馬尼亞國家體育場進行的2020年歐洲國家盃16強賽中的點球大戰撲出基利安·姆巴佩的點球，以3-3平局，5-4點球大戰獲勝，戰勝法國，自1954年以來，瑞士隊首次進入大型賽事的四分之一決賽。
2022年，佐默入選瑞士國家足球隊，參加2022年世界盃。他在球隊對陣喀麥隆的首場小組賽中被評為全場最佳，球隊最終以1-0勝出。

## 榮譽

### 球會
華杜斯
- 瑞士挑戰聯賽冠軍：2007-08賽季
- 列支敦士登盃冠軍：2007-08賽季、2008-09賽季

 巴素利
- 瑞士足球超级联赛冠軍：2010-11賽季、2011-12賽季、2012-13賽季、2013-14賽季
- 瑞士盃冠軍：2011-12賽季

 拜仁慕尼黑
- 德國足球甲級聯賽冠軍：2022-23賽季

 國際米蘭
- 意大利足球甲级联赛冠軍：2023/24賽季[10]
- 義大利超級盃冠軍：2023年

### 國家隊
瑞士U21
- U21歐洲國家盃亞軍：2011年

### 個人
- U21歐洲國家盃最佳陣容：2011年

## 外部連結
- 揚·佐默在瑞士足球超級聯賽的網站上
- Soccerway資料庫：揚·佐默